# Будинок товариства «Сокіл» (Бібрка)
Будинок товариства «Сокіл» у місті Бібрка ― будівля-пам'ятка місцевого значення (охоронний № 2359М) першої половини XX століття у м. Бібрка, Львівського району Львівської області.
Належав однойменному гімнастичному товариству, використовувався як заклад культури.
З 2018 року будинок став основним проєктом громадської ініціативи «Сокіл. Перезавантаження», яка має на меті перетворити його у мультикультурний центр. Втілює проєкт команда волонтерів благодійного фонду «Спадщина. УА», у співпраці з бізнесом, митцями, владою та громадою. Координатором проєкту «Сокіл. Перезавантаження» є архітектор, краєзнавець, громадський діяч, депутат Львівської обласної ради Іван Щурко.

### Історія

14 листопада 1906 р. Світлина початку будівництва «Сокола»

Гніздо польського гімнастичного товариства «Сокіл» у Бібрці заснували 1896 року. Належало воно до V сокільського округу (разом з 4-ма гніздами у Львові та гніздами у Ходорові, Давидові, Дублянах, Глинянах, Городку, Янові, Яворові, Клепарові, Левандівці, Великих Мостах, Винниках, Жовкві). Спорудження будинку "Сокола" в Бібрці зініціювала Управа місцевого «Сокола» з нагоди 10-ліття товариства.

Посвячення наріжного каменя відбулося 14 листопада 1906 року. Про це є повідомлення у краківському журналі «Nowosci Ilustrowane» за листопад 1906 року:

Повідомлення у краківському журналі за листопад 1906 року

"У нашому краю постав новий дім «Сокола»! У Бібрці, з нагоди 10-ліття розвитку, головним чином, зусиллями нинішньої Управи, почато будову дому спортивного Товариства «Сокіл», урочисте освячення якого відбулося 14 листопада. Мури сокільського дому, святково прикрашені, оточили схвильовані маси місцевого люду, а польські серця билися в той момент сильніше, бо на давньому полі бою з ордами татар має постати — як сказав один із промовців, доктор Ґабришевський — «добрий дух, що приносить перед трон Творця чисті сльози радості, і перед яким руки двох братніх народів об'єднаються». Сьогодні ми публікуємо фото цих стін, ще не завершених, прикрашених фестонами і вінками, стіни, серед яких мають зазвучати дорогі для нас пісні, і виховуватися щира дружба, що стане важливою цеголкою у великій справі відродження."
У Бібрці народився один із визначних діячів польського сокільського руху, адвокат Казимир Чарнік (Kazimierz Czarnik). Від 24 листопада 1900 року, впродовж кількох років, він був головою львівського гнізда «Сокола» та віцепрезидентом Союзу польських сокільських гімнастичних товариств в Австро-Угорській імперії. Ймовірно, саме його стараннями було здобуто ресурси на будівництво будинку «Сокола» у Бібрці. У першому інформаційному повідомленні, доктор Тадеуш Ґабришевський озвучує цікаву і дуже важливу для історії будинку фразу:
« …руки двох братніх народів об'єднаються». Бо, паралельно з польським спортивним товариством, у Бібрці також активно діяло і розвивалося українське спортивно-руханкове і тіловиховне товариство «Сокіл».
Очевидно, що цей будинок мав служити для розвитку ідей спортивного руху, поза політичними чи національними рамками.

Фрагмент старої поштівки

Зважаючи на сміливе і вдале містобудівне рішення для будинку «Сокола», можна вважати, що автором проєкту був фаховий, але наразі не відомий галицький архітектор. Яскраву сецесійну архітектуру можна розгледіти на поштовій листівці, орієнтовно, з періоду 1910-20 років. Зображення не надто чітке, але можна роздивитися функціональний будинок (спортивний зал) і невелику, одноповерхову вхідну частину. Будинок «Сокола» мав кілька будівельних періодів і поєднує у собі кілька архітектурних стилів.
У радянські роки у приміщенні "Сокола" діяв кінотеатр, а з 1990-х будинок поступово занепадав. У червні 2019 року Благодійний фонд «Спадщина.UA» взяв споруду в некомерційну оренду з метою облаштувати тут мультифункціональний культурний центр, а також інформаційний центр для розвитку туристичного потенціалу регіону.

## Реалізовані проекти
Упродовж 2019—2020 років у будинку «Сокола» відбулися з десяток толок та кільканадцять культурно-туристичних заходів (презентації книг Андрія Содомори, кіноперегляди, осінні мистецькі майстер-класи, благодійні вечори, пленери, виставки тощо).

### 2018р.
Восени розроблено програму «Сокіл. ПЕРЕЗАВАНТАЖЕННЯ», в межах якої закинуту пам'ятку місцевого значення, будівлю товариства «Сокіл» заплановано пристосовати під мультифункціональний культурно-туристичний центр «Сокіл».

### 2019 р.
6 червня укладено угоду некомерційної оренди нежитлового приміщення на 14 років із культурним призначенням.

### 2019р.
За кошти проєкту місцевого розвитку Львівської обласної ради команда реалізувала проєкт «Капітальний ремонт (із заміною вікон) будівлі кінотеатру в м. Бібрка по вул. Стрілецька 1 (пам. архітектури місцевого значення, охоронний № 2359-М». Виконано поточний ремонт кімнати-лекторію. Також за кошти, зібрані у межах фандрейзингових акцій #мояцеголка і #сокільське_кріселко, закуплено для лекторію 14 крісел.

### 2020р.
За кошти проєкту місцевого розвитку ЛОР реалізовано проєкт "Реставрація кімнат колишнього кінотеатру", створено «Кімнату бургомістра»). Так само у межах проєкту від «Єврорегіон Карпати — Україна» реалізовано проєкт "Офіс гостинності у мультифункціональному культурно-туристичному центрі «Сокіл».

## Підпроєкт «Аптекарі»

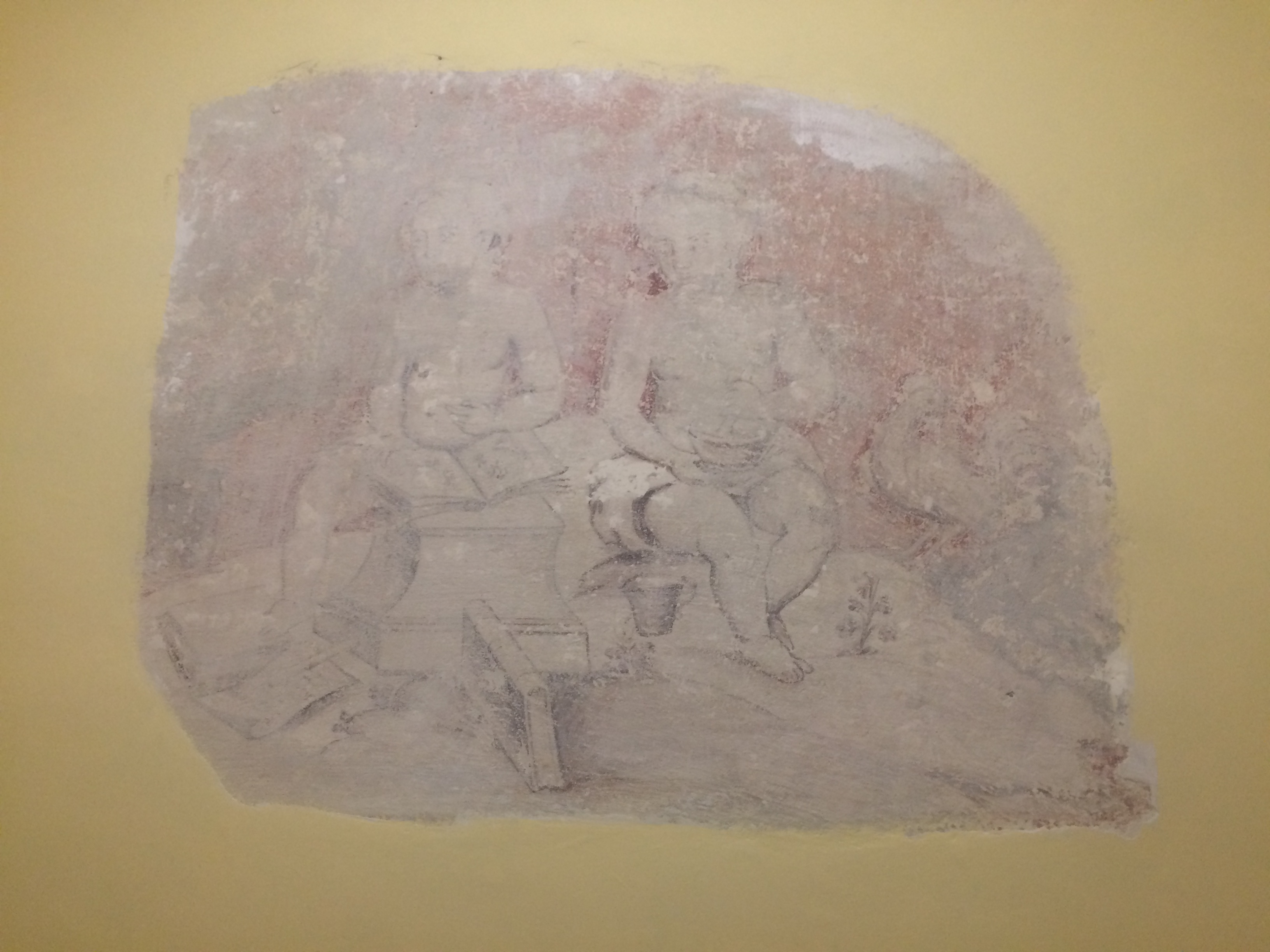
Фреска «Аптекарі» у Бібрській ратуші

На початку 1990-х у нинішньому приміщенні Бібрської ратуші, при ремонті, знайшли на стіні старовинну фреску. На ній — монохромне зображення хлопчиків-путті, які готують якесь зілля. У 2020-у команда волонтерів «Сокіл. Перезавантаження» ініціювала здійснення фахових досліджень фрески. Їх виконала реставраторка Ірина Гірна, за фінансової підтримки Мережі аптек "DS". За попередніми даними, фреска «Аптекарі» походить із початку XVIII ст. або й раніше. Вона розташована у приміщенні історичної аптеки і цікава вже тим, що сюжети на світську тематику поза межами великих міст трапляються вкрай рідко. Наразі тривають хімічні дослідження об'єкта, планується його консервація та реставрація.

Стара аптека у Бібрці

Рід аптекарів Дунін-Вонсовичів, які володіли приміщенням у Бібрці, де віднайшли фреску «Аптекарі», також мав у власності низку аптек у Львові і був відомий своїми представниками. Зокрема, Мечислав Дунін-Вонсович у 1879 році виконував обов'язки міського хіміка у Львові. Львів став першим містом Австро-Угорщини, де було введено посаду міського хіміка, а отже, Мечислав Дунін-Вонсович став першим міським хіміком в Австрійській державі.

## Підпроєкт #МандриСокільські
З березня до вересня 2020 року команда волонтерів втілила проєкт «Мандри сокільські». Він полягав у дослідженні всього туристичного мультикультурного потенціалу Бібрської громади та створенні п'яти нових туристичних маршрутів громадою і довкола неї. Центральною і початковою точкою всіх маршрутів, як розповіли організатори, стане історичний будинок спортивного товариства «Сокіл» на в'їзді до Бібрки.
Проєкт втілений командою «Сокола» у Бібрці від імені БФ «Спадщина. УА» [Архівовано 5 березня 2021 у Wayback Machine.] у межах Програми мінігрантів для культурної спадщини «ReHERIT[недоступне посилання]: Спільна відповідальність за спільну спадщину» та за угодою з Лабораторією міського простору.

## Форми діяльності (на сьогодні)
Офіс гостинності — це один із проєктів «Сокола», де порадять, куди піти чи поїхати, на що обов'язково подивитися, де пообідати або й заночувати. Також тут проведуть цікаву атмосферну екскурсію будинком «Сокола».
Офіс гостинності має на меті також стати освітньо-консультаційним центром для тих, хто прагне розвивати туризм та творити інфраструктуру гостинності у Бібрській ТГ та довкола неї.
Напрями роботи Офісу гостинності:
Туристично-інформаційний центр  ― тут можна отримати туристичну  інформацію, замовити екскурсію, купити сувеніри, просто поспілкуватися за кавою.
Освітньо - консультаційний центр ― надає інформацію щодо актуальних грантів та бюджетних програм у сфері туризму та культурної спадщини, а також фахові поради  щодо формування стратегій розвитку малих громад, соціальних чи бізнес-проектів, пов'язаних із туризмом у регіоні.

### Локація для публічних подій
Лекторій -  приміщення для організації конференцій, семінарів, тренінгів та культурних подій (місткість — 50 осіб).
Кімната бургомістра ― це історичне приміщення. Воно відновлене у стилі часу побудови будинку. Їй відведено музейно-представницьку функцію. Тут стоїть відреставрований письмовий стіл, креденс та інші історичні меблі, які передала «Соколу» бібрська родина Федущаків. У кімнаті Бургомістра буде також збірка старих книг, карт, виставка давніх бібрських світлин і портрети історичних постатей. Це місце для історичних фотосесій та мінінарад, підписання меморандумів.
На майбутнє на третьому поверсі «Сокола» планують відреставрувати кімнату з вежею і каміном. Звідти можна буде помилуватися панорамою містечка. У цій кімнаті організовуватимуть офіційні церемонії і фотосесії. Реставрації потребує також спортзал, в якому облаштують виставковий центр, лекторій, кінотеатр.

Присутні на презентації книг Андрія Содомори у «Соколі»

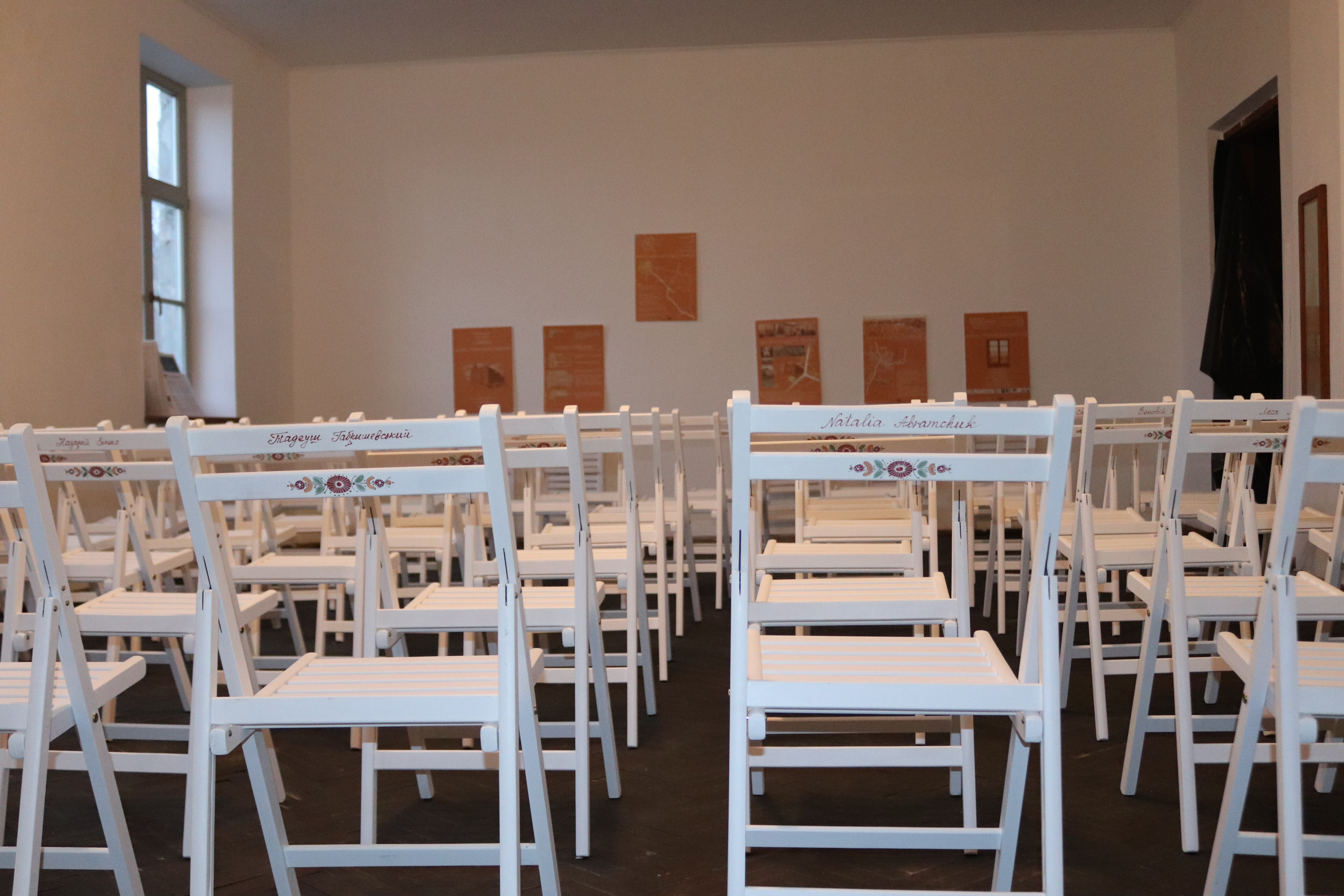
Ретромеблі у Кімнаті Бургомістра у Бібрському Соколі